# OU812
OU812 (ausgesprochen: „Oh You Ate One Too“, englisch für: „Oh, du hast auch einen gegessen“) ist der Titel des 1988 veröffentlichten achten Studioalbums der US-amerikanischen Hard-Rock-Band Van Halen und das zweite von vier Studioalben der Band, die nacheinander den Spitzenplatz der US-Album-Charts erreichten.

## Hintergrund
Gründungsmitglied und Sänger David Lee Roth hatte Van Halen 1985 verlassen, um eine Solokarriere zu beginnen. Van Halen engagierten Sammy Hagar, der in den USA bereits als Solokünstler erfolgreich und ein Star war. In dieser Besetzung wurde das Album 5150 aufgenommen, das im März 1986 erschien. „5150“ ist ein in Kalifornien gebräuchlicher Funkcode für einen entwichenen Geisteskranken. Das Album erreichte am 25. April 1986 als erstes aller Van-Halen-Alben den ersten Platz der US-Album-Charts, in Großbritannien Platz 16 und in Deutschland Platz 11. Es ist in den USA bisher sechsfach mit einer Platinschallplatte für mehr als sechs Millionen verkaufte Alben ausgezeichnet worden und erhielt in Deutschland eine Goldene Schallplatte.
Hagar äußerte sich in zeitgenössischen Interviews mehrfach negativ über Roth, obwohl sich beide nie persönlich kennengelernt hatten.

“I have no idea what these guys went through with Dave as a singer in the band – but with me, I tell you, being a former guitarist, I can see a guitar riff that Edward has in a song or something, and maybe appreciate it a bit more than a guy who doesn't play guitar. So like maybe someone else would overlook a really great lick just because they weren't a guitarist (...).”

„Ich weiß nicht, was diese Jungs mit Dave als ihrem Sänger durchgemacht haben – aber ich, das sage ich dir als bisheriger Gitarrist, ich kann ein Gitarrenriff erkennen, das Edward in einem Lied hat, und es vielleicht ein bisschen mehr wertschätzen als jemand, der nicht Gitarre spielt. Vielleicht würde jemand anders ein wirklich großartiges Lick übersehen, nur weil er kein Gitarrist ist (...).“

Er weigerte sich außerdem, bei Auftritten Lieder aus der Zeit mit Roth zu singen, was insbesondere für den Hit Jump galt. Dieses Lied ließ er bei Konzerten in der Regel von zufällig ausgewählten Zuschauern oder Prominenten aus dem jeweiligen Auftrittsort singen.
Am 5. September 1986 veröffentlichte David Lee Roth, der sich die Dienste des Gitarristen Steve Vai für seine Band gesichert hatte, sein erstes Soloalbum mit dem Titel Eat ’Em and Smile (deutsch: „iss’ sie und lächle“), das nur vier Tage später mit einer Goldenen und einer Platinschallplatte ausgezeichnet wurde. In den US-Charts erreichte das Album Platz 4. Ursprünglich hatte er geplant, das Album Can This Be Love zu nennen, was als Anspielung auf die erste 5150-Single und damals aktuellen Van-Halen-Hit Why Can’t This Be Love verstanden werden konnte.
Während der Marketings für sein Album wurde Roth natürlich auch nach Van Halen und deren neuem Sänger gefragt und sagte in einem Interview:

“Whenever you have a big ugly divorce, there’s hurt feelings. On the other hand, Sammy’s only angry because he knows I’m better than he is”

„Bei jeder großen häßlichen Scheidung gibt es verletzte Gefühle. Auf der anderen Seite ärgert sich Sammy, weil er weiß, dass ich besser bin als er.“

Van Halen begannen die Aufnahmen für das Nachfolgealbum von 5150 im September 1987. Es wurde einfach ein Datum festgesetzt, an dem die Band zusammenkommen und mit den Arbeiten beginnen wollte. Eddie van Halen brachte Songideen mit, Sammy Hagar hatte ein paar Texte notiert, die er einbringen wollte, und die gemeinsamen Songs entstanden in Jam-Sessions. Das erste fertiggestellte Lied war das später als Single ausgekoppelte Stück When It’s Love. Es entstand unmittelbar nach Hagars Ankunft in Hollywood, als ihn die Brüder van Halen am Flugplatz abgeholt hatten. Sie spielten ihm im Auto ein Instrumentalstück vor, dass sie in der Nacht zuvor geschrieben hatten. Als sie beim Studio ankamen, war das Lied fertig.
Die zweite Single, Finish What Ya Started entstand ganz am Ende der Aufnahmen, als eigentlich schon alle Arbeiten beendet waren. Als Bonustrack für die CD-Ausgabe des Albums nahm die Gruppe eine Coverversion des Little-Feat-Liedes A Apolitical Blues auf.
Mutmaßungen, der Titel sei eine Antwort auf Roths Albumtitel, weil dieser von Van Halen als Provokation aufgefasst worden sei, wurden von Sammy Hagar später für falsch erklärt. Das Album habe eigentlich Bone heißen sollen, der Titel habe auch bereits festgestanden. Dann habe er auf der Straße einen Lkw gesehen, dessen Nummer OU812 gewesen sei, was Hagar urkomisch gefunden und den übrigen Bandmitgliedern berichtet habe, woraufhin die Entscheidung gefallen sei, das Album so zu nennen.

## Titelliste
| Nr.          | Titel                                            | Autor(en)                                                     | Länge |
| ------------ | ------------------------------------------------ | ------------------------------------------------------------- | ----- |
| 1.           | Mine all Mine                                    | Sammy Hagar, Eddie Van Halen, Alex Van Halen, Michael Anthony | 5:11  |
| 2.           | When It’s Love                                   | Hagar, E. Van Halen, A. Van Halen, Anthony                    | 5:36  |
| 3.           | A.F.U. (Naturally Wired)                         | Hagar, E. Van Halen, A. Van Halen, Anthony                    | 4:28  |
| 4.           | Cabo Wabo                                        | Hagar, E. Van Halen, A. Van Halen, Anthony                    | 7:02  |
| 5.           | Source Of Infection                              | Hagar, E. Van Halen, A. Van Halen, Anthony                    | 3:58  |
| 6.           | Feels So Good                                    | Hagar, E. Van Halen, A. Van Halen, Anthony                    | 4:27  |
| 7.           | Finish What Ya Started                           | Hagar, E. Van Halen, A. Van Halen, Anthony                    | 4:20  |
| 8.           | Black And Blue                                   | Hagar, E. Van Halen, A. Van Halen, Anthony                    | 5:24  |
| 9.           | Sucker In A 3 Piece                              | Hagar, E. Van Halen, A. Van Halen, Anthony                    | 5:52  |
| 10.          | A Apolitical Blues (CD-Bonustrack, Coverversion) | Lowell George                                                 | 5:02  |
| Gesamtlänge: | Gesamtlänge:                                     | Gesamtlänge:                                                  | 50:09 |

## Rezeption
Holger Stratmann schrieb in Rock Hard, OU812 werde Van Halen „wiederum Millionenverkäufe“ bescheren. Das neue Album sei ebenfalls „kein Vergleich zu den alten Alben mit David Lee Roth“, aber der Name Van Halen stehe „immer noch für erstklassige Rockmusik und superbe Gitarrenarbeit“. Tracks wie Mine All Mine, A.F.U. (Naturally Wired) oder der Opener Source Of Infection seien „einfach klasse“ und bedürften „keines weiteren Kommentars“. Zwar werde es „zuweilen etwas schmalzig“ (Feels So Good, Finish What Ya Started), aber die Mehrzahl der Songs seien „einwandfreie Rocker, die im Großen und Ganzen zu gefallen“ wüssten. OU812 sei „die logische Weiterführung des Vorgängers“, wer 5150 gut gefunden habe, könne sich „auch dieses Album bedenkenlos zulegen“. Stratmann vergab 7,5 von zehn möglichen Punkten.
„Nichts, gar nichts“ habe sich geändert, schrieb Oliver Klemm in Metal Hammer: Eddie van Halen spiele „immer noch eine der originellsten und besten Gitarren weit und breit“, Sammy Hagar „sei immer noch einer der ausdruckstärksten Rocksänger überhaupt“, die Rhythm Section Alex van Halen und Michael Anthony könne „sich immer noch mit jeder anderen messen lassen“. Das alles sei ebenso „zu erwarten“ gewesen wie die Fortsetzung des 5150-Songwritings. Tatsächlich habe man alles, was 5150 auch gehabt habe: „Potentielle Top Ten-Singles, die üblichen VH-Stampfer und begnadete Banger, wie sie nur Van Halen schreiben“ könnten. Die „Götter“ seien „auf Nummer sicher gegangen“ und würden damit „mindestens fünffaches Platin einfahren“. Der „Erfolgsgarant Gleichförmigkeit“ habe wieder einmal „Hochkonjunktur“. Da den Hörern aber „Bewährtes lieber“ sei „als ein misslungenes Experiment“, sei „5150 II seine sechs Punkte“ allemal wert.
Das Album erreichte Platz eins der US-amerikanischen Albumcharts. Am 26. Juli 1988 wurde OU812 in den Vereinigten Staaten mit Doppelplatin und ein Jahr später dreifach mit Platin ausgezeichnet. Die letzte Auszeichnung der RIAA erhielt das Album am 12. Mai 2004, als es die vierte Platinschallplatte erhielt.

## Verkaufszahlen und Auszeichnungen
| Land/Region                  | Auszeichnungen für Musikverkäufe (Land/Region, Auszeichnung, Verkäufe) | Verkäufe  |
| ---------------------------- | ---------------------------------------------------------------------- | --------- |
| Vereinigte Staaten (RIAA)    | 4× Platin                                                              | 4.000.000 |
| Vereinigtes Königreich (BPI) | Silber                                                                 | 60.000    |
| Insgesamt                    | 1× Silber · 4× Platin ·                                                | 4.060.000 |

Hauptartikel: Van Halen/Auszeichnungen für Musikverkäufe